# Podranea ricasoliana
Podranea ricasoliana (hay còn gọi là hồng thiên hương ở thị trường cây cảnh Việt Nam) là một loài thực vật có hoa trong chi Podranea, họ Chùm ớt, được (Tanfani) Sprague miêu tả khoa học đầu tiên năm 1904. Đây là loài bản địa ở Nam Phi, Malawi, Mozambique và Zambia, và được mang trồng ở Algeria, Tây Ban Nha, quần đảo Canaria, Saint Helena, Hawaii, Bolivia, Trung Mỹ, Mexico  và nhiều quần đảo ở vùng Caribe.
Loài đã đạt giải Garden Merit của tổ chức Hiệp hội Làm vườn Hoàng gia (Royal Horticultural Society).

## Hình ảnh

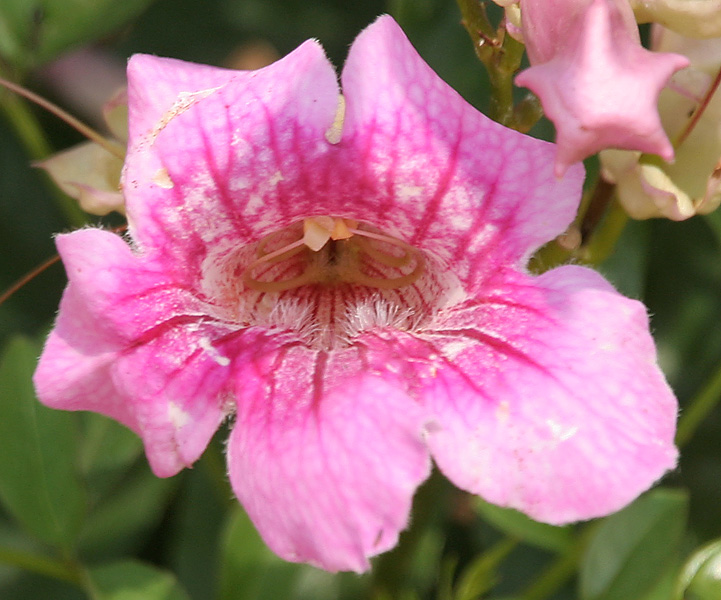
Cận cảnh hoa hồng thiên hương
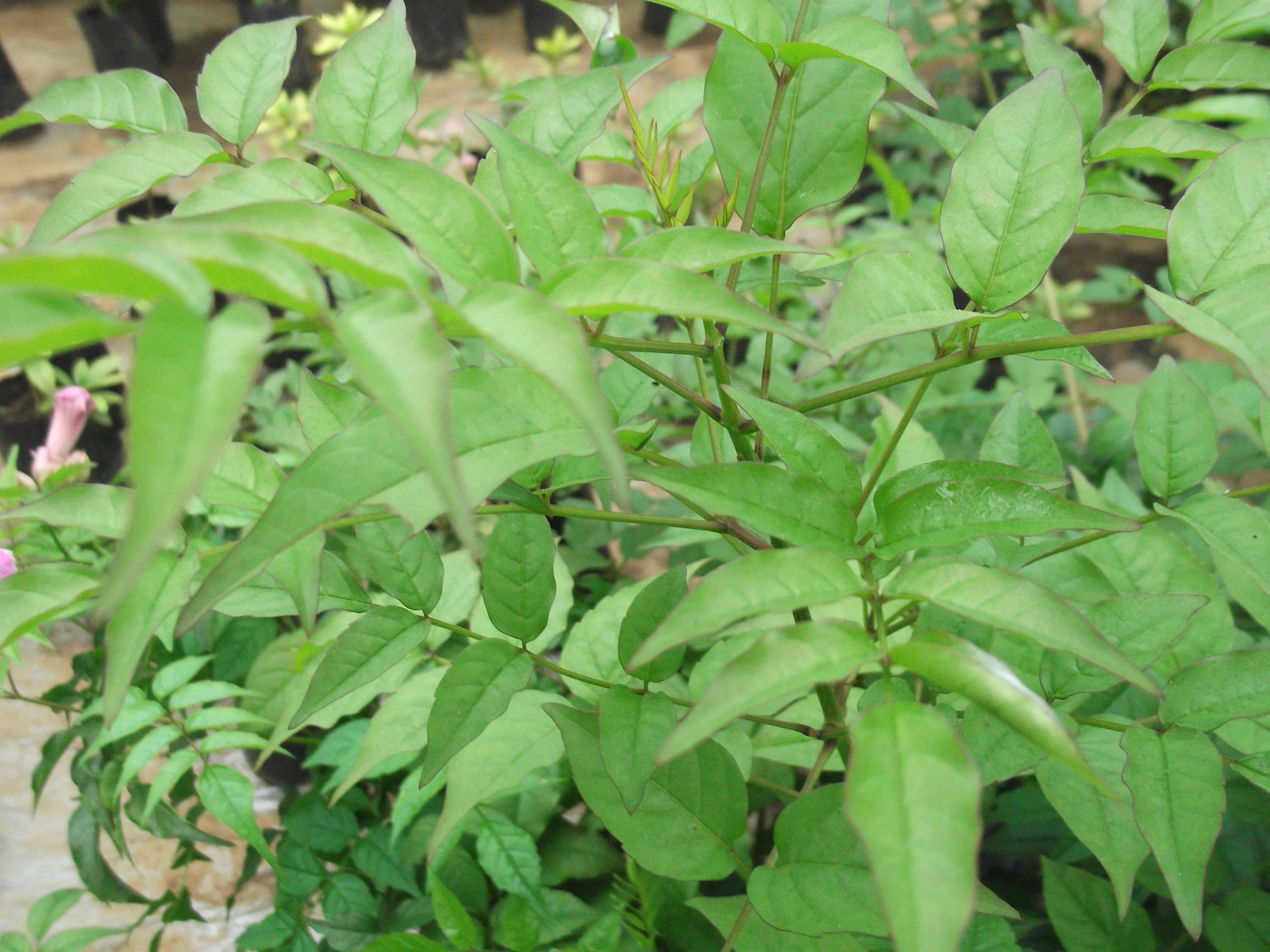
Lá cây
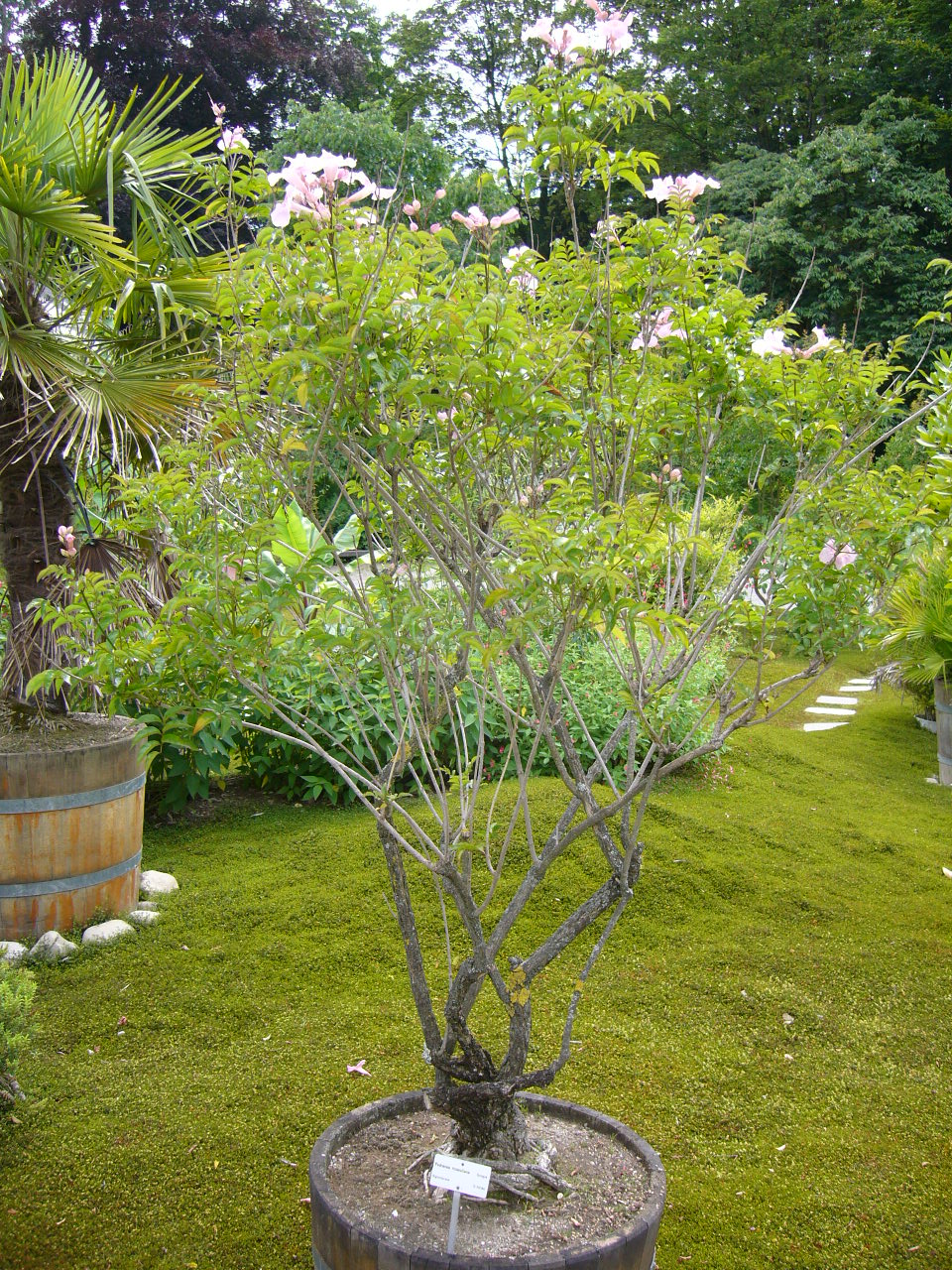
Một cây bụi được cắt tỉa khá gọn gàng
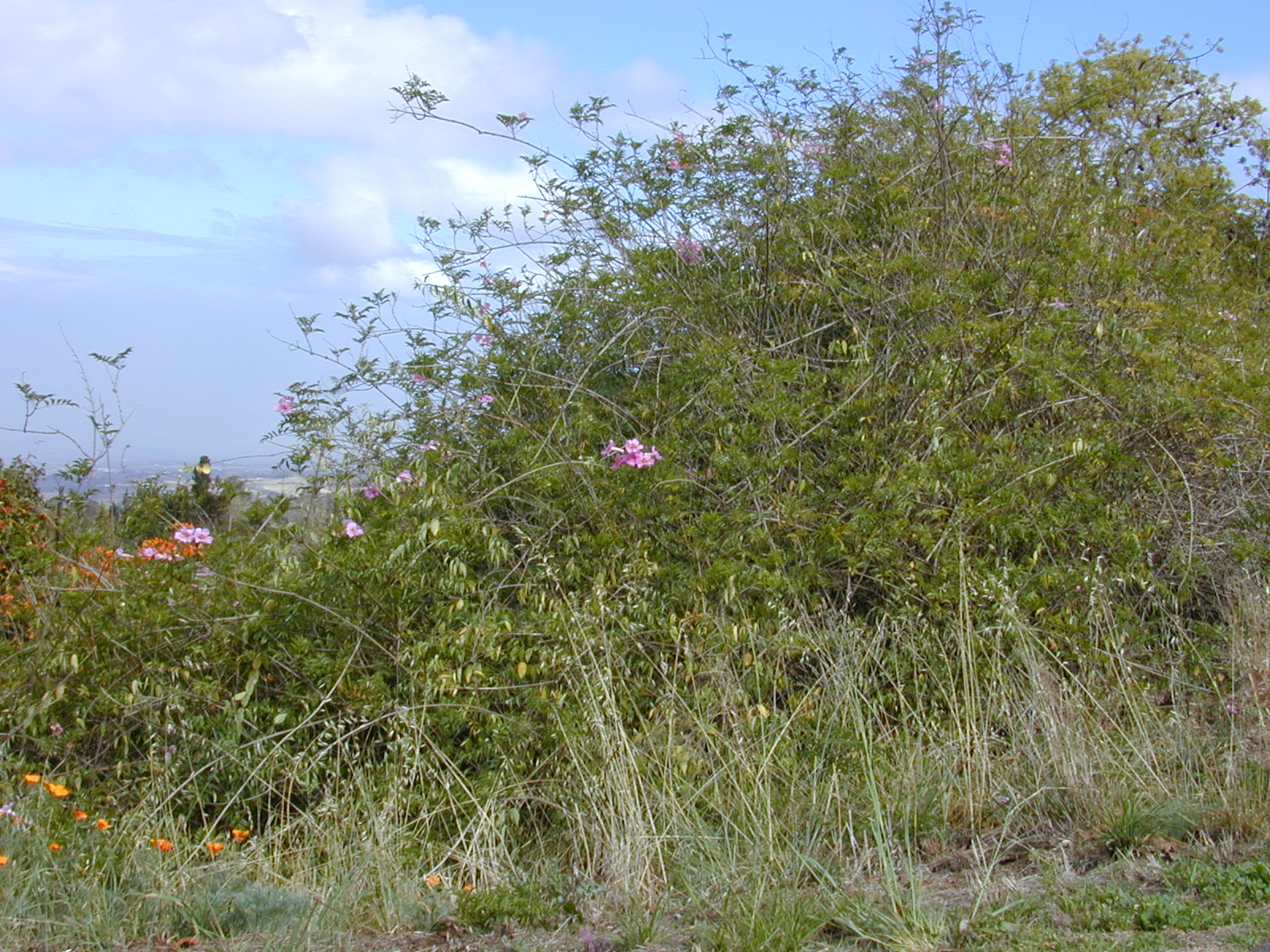
Một bụi cây đang mọc um tùm ở Hawaii
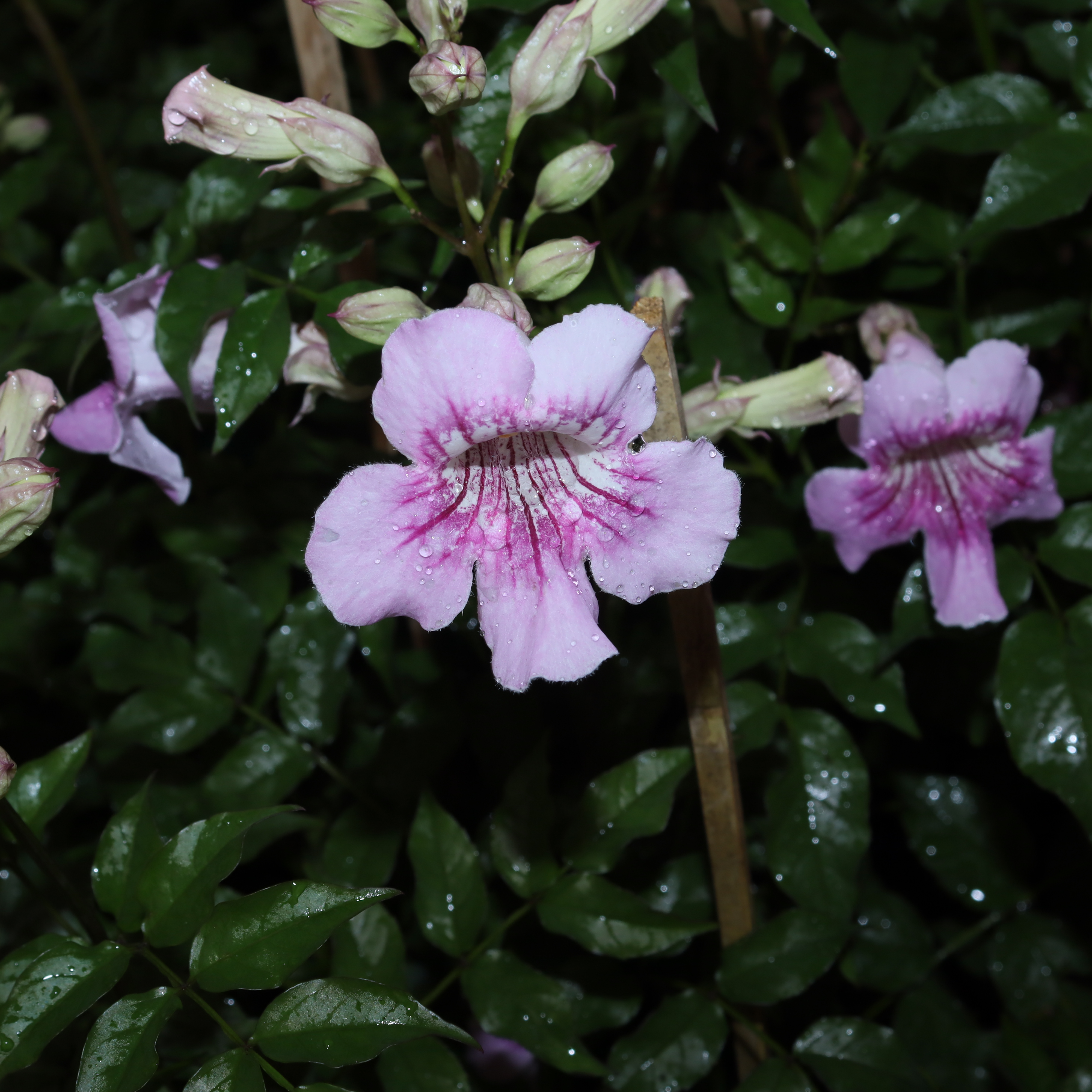